# Саверна

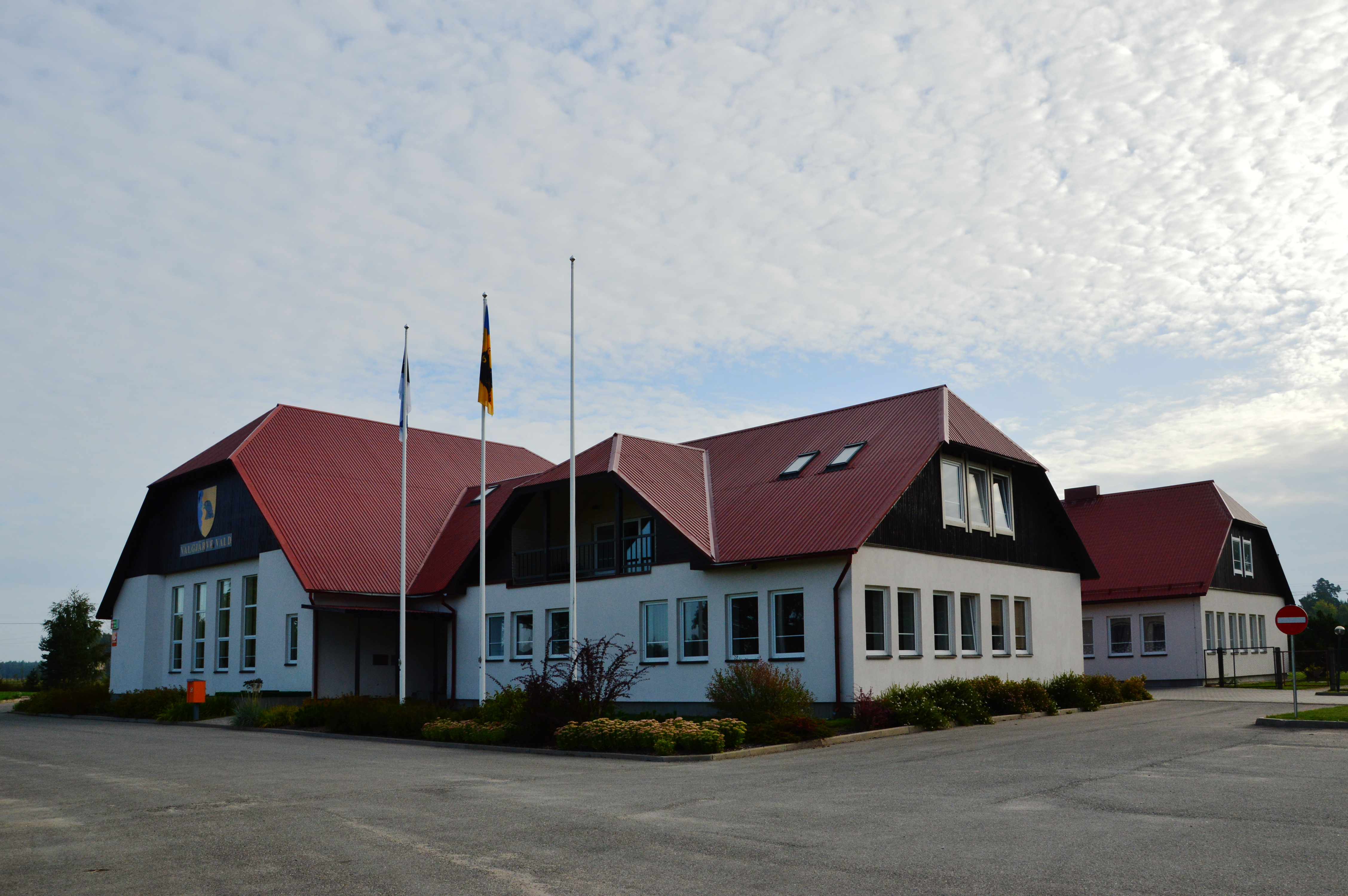
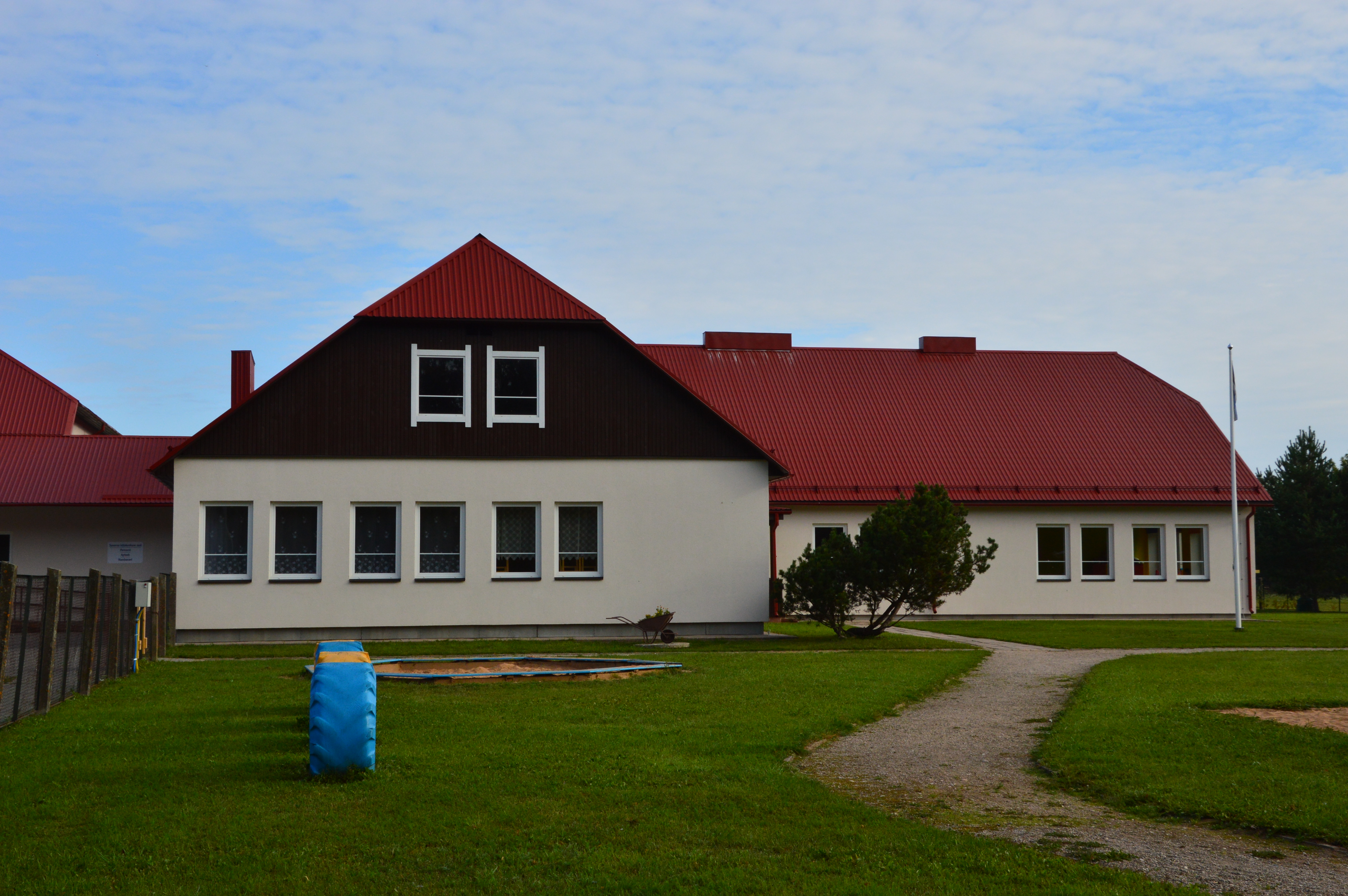
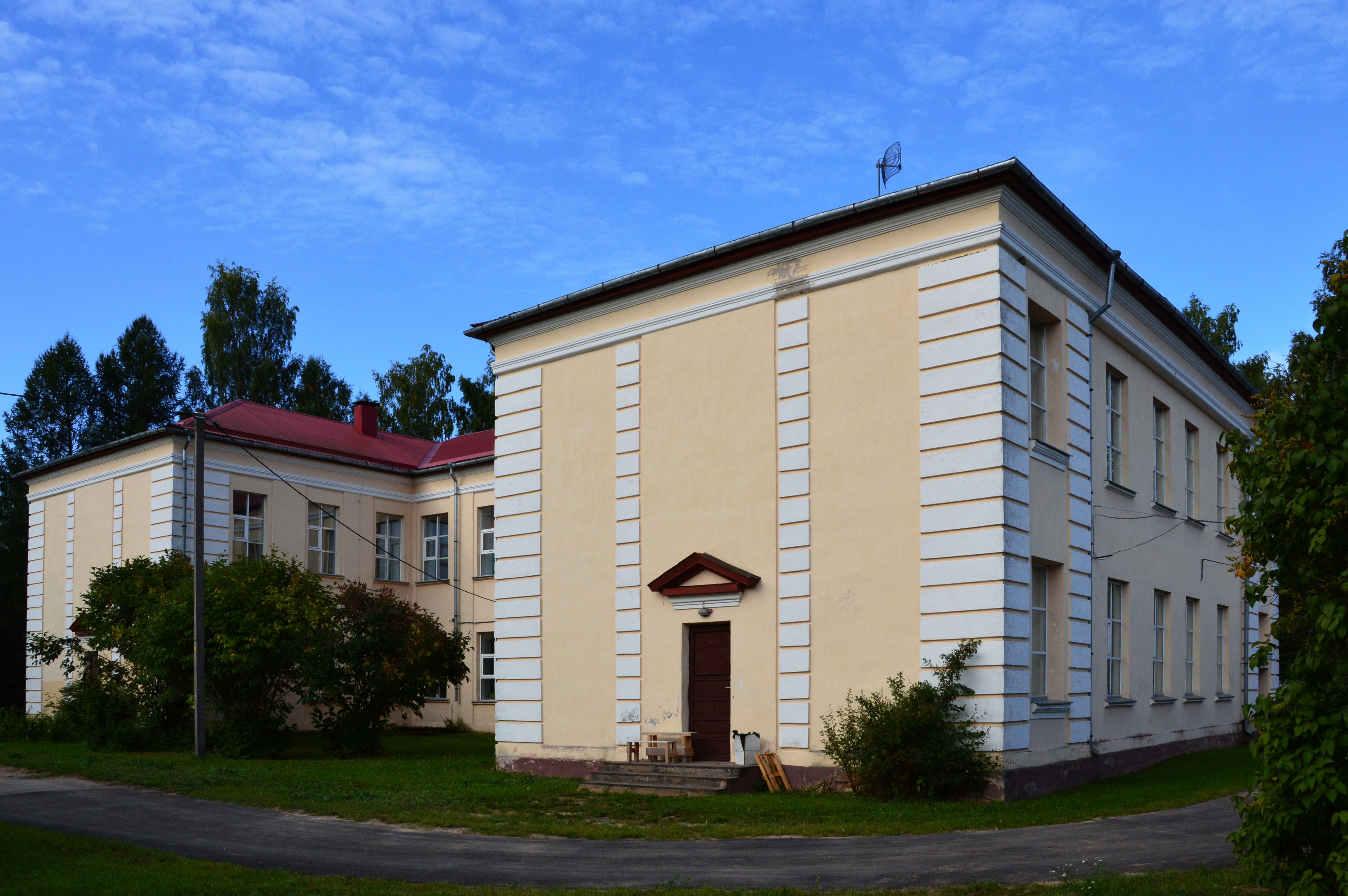
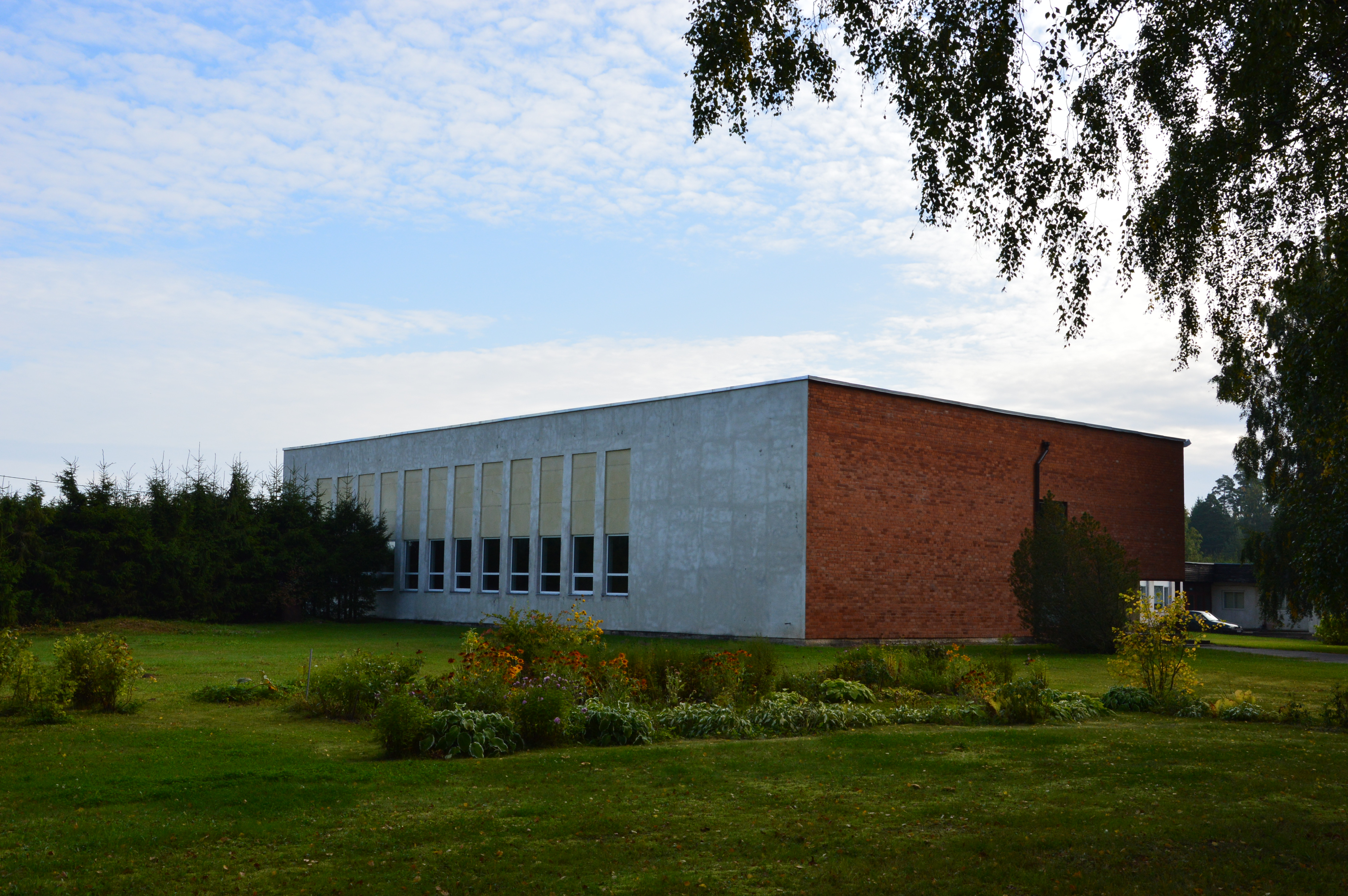

Саверна (ест. Saverna, виро Sabõrna, Savõrna) — село в Естонії. Адміністративний центр волості Валґ'ярве, повіту Пилвамаа.